# Oskar Rosenfeld
Oskar Rosenfeld, né en 1884 à Koryčany en Moravie dans l'Empire austro-hongrois et mort à Auschwitz en 1944, est un écrivain.

## Biographie

### Premières années
Il étudie la littérature et l'histoire à Vienne. Encore étudiant, il s'engage dans des organisations sionistes et rejoint Theodor Herzl dans la presse sioniste dès 1902. Après avoir fini ses études, il fonde le premier théâtre juif, Die jüdische Bûhne, en 1909. en 1910, il publie son premier roman, Die vierte Galerie. Pendant la Première Guerre mondiale, il se trouve à Sofia en Bulgarie. Il travaille comme attaché à la chambre de commerce austro-bulgare comme rédacteur en chef du journal Bulgarische Handelzeitung. 
Après la guerre, il retourne à Vienne et choisit la nationalité autrichienne. Il rejoint le mouvement du révisionnisme sioniste, le Judenstaatspartei, un mouvement sioniste de droite que revendique la création d'un État juif en Palestine même au prix de la violence. Il continue par ailleurs sa carrière théâtrale et littéraire mais est considéré comme un écrivain mineur. Il publie des articles dans des revues. De 1929 à 1938, il est le rédacteur en chef de la revue du révisionnisme sioniste, Die neue Welt, qui combat avec vigueur toute forme d'assimilation. Il traduit aussi en allemand la littérature yiddish.

### Dans le ghetto de Lodz
Après l'Anschluss, il quitte Vienne pour Prague avec sa femme. Ils attendent la un visa pour l'Angleterre. Alors que son épouse peut émigrer à temps, Oskar Rosenfeld est encore à Prague au début de la Seconde Guerre mondiale. Il est déporté au ghetto de Lodz. 
À partir du 6 juin 1942, il travaille au service statistique du Judenrat. Il devient aussi un des rédacteurs de la chronique officielle du ghetto et de l'encyclopédie du ghetto. Elles sont rédigées avec l'assentiment des Allemands. La rédaction de la chronique a commencé le 12 janvier 1941, un an après la création du ghetto, et s'est achevée le 30 juillet 1944, juste avant la liquidation du ghetto. Une quinzaine d'écrivains et de journalistes employés par le service des archives du ghetto ont participé à sa rédaction. La chronique du ghetto de Lodz reste une des plus importantes sources historiques sur la vie et l'organisation du ghetto. Tous les jours, Oskar Rosenfeld fait le compte des décès, des causes de décès, des naissances, des rations alimentaires, des rapports de police, etc.
Il tient aussi un journal de février 1942 à juin 1944. Son journal se situe entre la chronique extrêmement bien documentée et le journal intime. Oskar Rosenfeld commence par raconter ce qui lui est arrivé depuis son départ de Prague jusqu'au 17 février 1942, date à laquelle débute son journal. Il pense utiliser ses notes quotidiennes après la guerre pour rédiger une « histoire socio-culturelle du ghetto » dans le cadre d'une fiction. Il peut y décrire de manière plus libre la souffrance du ghetto car la chronique officielle est soumise à la censure. Il note les allés et venues du chef de la Gestapo, les rumeurs concernant l'extermination dans des sortes de salle de bain de centaines de juifs à la fois. Il critique ainsi vertement le comportement du président du Judenrat Rumkowski, pointe du doigt le rôle de la police juive du ghetto, qui exécute les rafles à la demande des nazis.
Mais comme tous les témoins, il a du mal à trouver les mots pour expliquer les souffrances endurées par les juifs dans le ghetto. Il parle souvent de « souffrances indescriptibles ». Il tente de décrire la faim, qui occupe une place importante dans son journal, les privations, la promiscuité, la saleté due au manque d'eau et de savon, l'anormalité monstrueuse de la situation des juifs qui travaillent sans relâche et ne reçoivent rien en échange. Le ton est parfois grinçant et de plus en plus désespéré. Il espère que son journal pourra porter témoignage des persécutions subies et des crimes nazis, crimes que ceux-ci se sont évertués à cacher. Il emploie d'ailleurs fréquemment les termes de « devoir » et de « mission ».

### Mort et postérité
Oskar Rosenfeld est déporté à Auschwitz en août 1944 lors de la liquidation du ghetto. Juste avant, il demande à son ami Moyshe Lewkowicz  d'enterrer son journal composé de vingt et un cahiers. Il est sans doute gazé dès son arrivée. Moyshe Lewkowicz qui a survécu, déterre le journal dans les ruines du ghetto durant l'été 1945. En 1970, il parvient entre les mains d'un journaliste australien, Abraham Cykiert qui les confie à Yad Vashem. En 1994, quinze des vingt-et-un carnets du journal sont édités en Allemagne. Il a été traduit en anglais en 2002 sous le titre de In the beginning was the ghetto: 890 days in Lodz. Il a fait depuis l'objet de nombreuses études et publications. Il n'est pas disponible en français comme l'ensemble de son œuvre écrite avant la Shoah.

## Œuvre
- Wozu noch Welt. Aufzeichnungen aus dem Getto Lodz, Frankfurt am Main, Verlag Neue Kritik, 1994.